# Истад

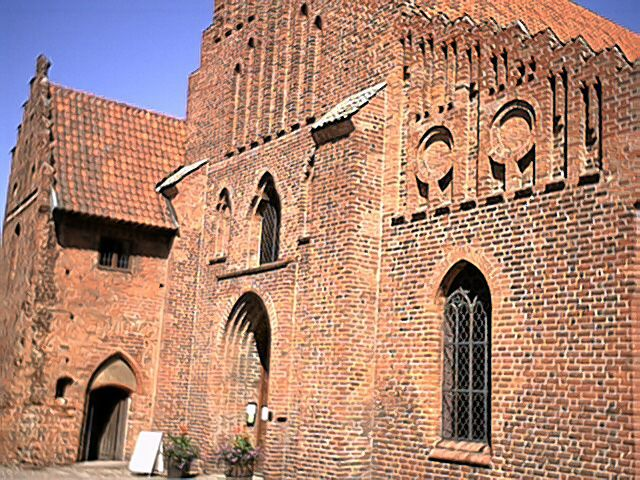
Церковь святого Петра

Истад (швед. Ystad) — город в Швеции, административный центр Истадской коммуны в лене Сконе. На 2010 год в городе проживало 18 350 жителей.

## История
Впервые город был упомянут в 1244 году, когда его посетили король Эрик IV и его брат Абель.
В 1267 году в городе был основан Францисканский монастырь Гробрёдраклострет (швед. Gråbrödraklostret).
В XIV веке Истад присоединился к Ганзе. Хартия 1599 года дала городу право торговать крупным рогатым скотом.
В 1658 году город, вместе со всей провинцией Сконе, отошёл от Дании к Швеции согласно Роскилльскому мирному договору; в то время его население составляло приблизительно 1600 человек.
К 1850 году численность населения достигла 5 тыс. человек и продолжала расти.
В 1866 году в Истаде была построена железная дорога, соединившая его с Эслёвом, а в 1874 — открыта железнодорожная ветка на Мальмё.
В 1890-х годах в городе расположился гарнизон, для которого были построены казармы.
В начале XX века население возросло до 10 тыс. человек.
После Второй мировой войны была открыта паромная переправа в Польшу и на датский остров Борнхольм.
В восточной части города были расквартированы воинские части нового гарнизона, просуществовавшего до 1997 года.

## В наши дни
Главную роль в экономике города играют торговля, ремесло и туризм. Город с его живописными старыми домиками и улочками считается[кем?] одним из наиболее сохранившихся городов в провинции Сконе.
В городе находятся две крупные средневековые церкви: церковь Святого Петра, известная также как «Клострет» (швед. Klostret), и церковь Девы Марии (швед. Mariakyrkan). В архитектуре обеих церквей чувствуется влияние готики Ганзы, заметной в церквях, построенных на берегу Балтийского моря, например в Хельсингборге, Мальмё и Ростоке.
Истад известен во всём мире как город, в котором происходит действие многих романов Хеннинга Манкеля, главным героем которых выступает инспектор Курт Валландер.
Из Истада ходят паромы на Борнхольм и в Свиноуйсьце. Город также соединён железной дорогой с Мальмё, Симрисхамном и Копенгагеном.
В начале XXI века на фонарных столбах были установлены электрические розетки для подзарядки электротранспорта.

## Название
В 1285 году засвидетельствовано написание Ystath. Значение названия не до конца ясно, хотя предполагается, что начальное Y связано с древним словом, обозначавшим тисовое дерево. -stad означает по-шведски город, или скорее место. Во времена датского правления до 1658 года название города записывалось как Ysted.

## Спорт
Самым популярным видом спорта в Истаде является гандбол, который представлен двумя клубами: на 2008 год IF находился на вершине шведской национальной лиги (швед. Elitserien), в то время как IFK Ystad занимал место в нижней лиге швед. Division 1). Через эти клубы прошло множество известных игроков, самым известным из которых, вероятно, был Пер Карлен.

## Газеты
Единственная газета города — Ystads Allehanda — распространяется также в соседних городах Скуруп, Тумелилла, Симрисхамн и Шёбу. Газета была основана в 1873 году.

## Города-побратимы
- Хёугесунн, Норвегия
- Экеняс, Финляндия